# Skeviks grotta
Skeviks grotta este o arie protejată (arie specială de conservare — SAC, sit de importanță comunitară — SCI) din Suedia întinsă pe o suprafață de 0,15 ha, integral pe uscat.

## Localizare
Centrul sitului Skeviks grotta este situat la coordonatele 59°20′35″N 18°22′44″E / 59.343°N 18.3789°E.

## Înființare
Situl Skeviks grotta a fost declarat sit de importanță comunitară în iulie 2000 pentru a proteja un număr necunoscut de specii din flora spontană și fauna sălbatică aflate în arealul zonei. Situl a fost protejat și ca arie specială de conservare în martie 2011.

## Biodiversitate
Situată în ecoregiunea boreală, aria protejată conține 1 habitat natural: Pante stâncoase silicioase cu vegetație casmofită.
La baza desemnării sitului se află un număr nedeclarat de specii protejate.